# Pizzo Ferré
Il Pizzo Ferré (3.103 m s.l.m.) è una montagna delle Alpi dell'Adula nelle Alpi Lepontine. Si trova in provincia di Sondrio (Lombardia) non lontano dal confine con la Svizzera.

## Descrizione
La montagna è collocata nella Catena Mesolcina tra l'italiana Valle Spluga (nelle sue vallate laterali Val Loga e Val Schisarolo) e la svizzera Val Curciusa. Si può salire sulla vetta partendo da Montespluga e passando per il Bivacco Cecchini (2.773 m s.l.m.).